# Camille Bright-Smith
Camille Bright-Smith ist eine US-amerikanische Liedermacherin aus Long Beach, Kalifornien.

## Leben
Camille Bright-Smith studierte Musik in Long Beach, brach das Studium jedoch kurz vor dem Ende ab, da sie sich mit ihren Professoren bezüglich ihrer Musikrichtung, ihrer Lebensweise und ihrer politischen Ansichten überworfen hatte. Sie verlagerte ihr Augenmerk von klassischer Musik hin zu Rock und wirkte in lokalen Projekten wie Gush und The Bright Projects als Sängerin, Keyboarderin und Gitarristin mit.
Mittlerweile gibt sie Patti Smith, PJ Harvey, Radiohead,  Joni Mitchell, Tori Amos und Air als Einflussgeber an.
2008 erschien ihr in den Studios von Travis Dickerson aufgenommenes Soloalbum The Great Divide. Neben ihrem Mann sowie Travis und dessen Bruder Lindy wirkten auch der Thanatopsis-Schlagzeuger Ramy Antoun, Tony Brock (The Babys) und Dustin Boyer (u. a. Gitarrist für Jennifer Love Hewitt) am Album mit. Bereits vor Veröffentlichung von The Great Divide arbeitete sie am Nachfolger More Sex, Less Violence. Sie ist in der National Organization for Women organisiert und leitete den Ortsverband in Long Beach.
Camille Bright-Smith ist mit dem Musiker John Bright verheiratet und hat mit ihm zwei Kinder (Zwillinge). Durch ihren Mann ist sie mit der Frauenrechtlerin Susie Bright verschwägert.

## Diskographie
- The Great Divide (2008)
- More Sex, Less Violence (tba)